# Reinhold Würth
Pour les articles homonymes, voir Würth.
Reinhold Würth, né le 20 avril 1935 à Öhringen dans le Bade-Wurtemberg, est un entrepreneur austro-allemand et un mécène artistique. À partir de 1954, il a développé l'entreprise commerciale de vis, le Groupe Würth, pour en faire le leader international du marché des techniques de fixation et de montage. L’entreprise compte plus de 85 000 employés, aujourd’hui.
Reinhold Würth a été professeur honoraire à l'Institut interfacultaire d'entrepreneuriat de l'université de Karlsruhe de 1999 à 2003 et a reçu plusieurs doctorats honoris causa.

## Biographie

### Jeunesse
Reinhold Würth est le fils d'Alma Würth et d'Adolf Würth, qui ont fondé en juillet 1945 un commerce de vis en gros pour la menuiserie et la métallurgie à Künzelsau, dans la région du Hochloh. Lorsque Reinhold Würth a eu 14 ans, son père l'a retiré de l'école secondaire et l'a engagé en 1949 comme apprenti et deuxième employé dans son entreprise. Il a suivi des cours de violon.

### Vie professionnelle
Après le décès de son père en 1954, Reinhold Würth reprend l’entreprise de paternelle à seulement 19 ans. Il attendra sa majorité 2 ans plus tard, pour officiellement prendre la direction de l’entreprise. Comme le marché national des techniques de fixation était toujours très fragmenté et sensible à la conjoncture, Würth a étendu son commerce à l'étranger. En 1962, la première filiale étrangère a été fondée aux Pays-Bas. Au cours des décennies suivantes, Reinhold Würth a réussi à faire de l'entreprise commerciale régionale une entreprise active dans le monde entier. Aujourd'hui encore, ses clients sont issus du secteur commercial et industriel.
Pour assurer la pérennité de l'entreprise, Reinhold Würth a créé en 1987 quatre fondations familiales (nommées d'après sa femme Carmen Würth et leurs trois enfants), auxquelles il a transféré ses parts dans les activités opérationnelles. Avec son épouse Carmen Würth, il a également créé en 1987 la fondation d'utilité publique Würth, dont il est le président du conseil d'administration. En 1994, Reinhold Würth s'est retiré de la direction opérationnelle du groupe Würth et a pris la présidence du conseil consultatif de l'entreprise jusqu'en 2006.  De 1999 à 2003, il a été directeur de l'Institut d'entrepreneuriat nouvellement créé à l'université de Karlsruhe. En 2017, le magazine Forbes a estimé sa fortune à 12,8 milliards de dollars américains ; Würth occupe ainsi la 11e place dans la liste des Allemands les plus riches et la 130e place au niveau mondial. Reinhold Würth continue à présider le conseil de surveillance des fondations, l'organe suprême du groupe Würth. L'une de ses deux filles, Bettina Würth, préside depuis 2006 le conseil consultatif du groupe Würth. Aujourd’hui, le groupe Würth est présent dans plus de 80 pays avec plus de 400 sociétés. Il a réalisé un chiffre d'affaires de 19,95 milliards d'euros au cours de l'exercice 2022.

### Famille
Würth est marié depuis 1956 à son épouse Carmen Würth (née Linhardt*, en 1937), membre comme lui de l'Eglise néo-apostolique. Ensemble, ils ont eu 3 enfants aujourd’hui adultes. L'une des deux filles, Bettina Würth, est membre du conseil consultatif d'entreprise du groupe Würth, composé de cinq membres, dont elle assure la présidence depuis 2006.

## Promoteur de la culture et de la science
Outre son activité d'entrepreneur, Reinhold Würth est apparu comme un promoteur de l'art et de la culture. En 1991, il a fondé à Künzelsau la première combinaison au monde d'un bâtiment administratif et d'une galerie d'art. Würth est convaincu de la motivation de ses collaborateurs par l'art. Jusqu'en 2021, il a fondé et maintenu quinze musées.
Outre les centrales nationales respectives du groupe Würth, on trouve aujourd'hui des musées d'art au Danemark, en Autriche, aux Pays-Bas, en Norvège, en Italie, en Belgique, en France, le Forum Würth Arlesheim en Suisse et le Museo Würth La Rioja en Espagne. La collection Würth, qui est présentée en alternance dans les musées, fait partie des collections privées européennes les plus importantes. En 2022, elle comprenait plus de 18.000 peintures, dessins et sculptures d'artistes renommés du XVe siècle à nos jours.
Le Musée Würth France a été créé à Erstein, près de Strasbourg, à côté de la filiale française Würth France, qui compte parmi les principales sociétés du groupe à l'étranger. Le musée a été inauguré le 27 janvier 2008 avec des œuvres d'Emil Nolde, Max Ernst, René Magritte, Georg Baselitz et Jörg Immendorff provenant de la collection d'art Würth.
En 2011, son achat de l'importante peinture du début de la Renaissance "Darmstädter Madonna" ou Schutzmantelmadonna de Hans Holbein le Jeune pour environ 50 millions d'euros a fait sensation. Elle est considérée comme le "joyau absolu" de la collection Würth et est également exposée depuis janvier 2012 dans l'église Johanniterkirche de Schwäbisch Hall.
Avec sa fondation Würth, créée en 1987, il soutient le travail culturel de l'entreprise, entre autres par l'attribution de prix prestigieux. Après un don généreux de Würth, l'antenne de Künzelsau de l'université de Heilbronn a été rebaptisée en avril 2005 en université Reinhold-Würth.

## Prises de position
En mars 2024, dans une lettre adressée aux collaborateurs du groupe Würth, Reinhold Würth exhorte ses 27 000 employés à ne pas voter pour le parti Alternative pour l'Allemagne (AfD). Il a reçu des éloges pour cela, entre autres, de la part du Premier ministre du Bade-Wurtemberg, Winfried Kretschmann (Verts) et de l’ancien président fédéral Christian Wulff (CDU). Il déclare au Handelsblatt qu'en conséquence « certains clients ont annoncé qu'ils n'achèteraient plus rien chez Würth » et que son groupe a perdu 1,5 million d'euros de chiffre d'affaires,,.

## Distinctions
- 1985 : Croix fédérale du mérite sur ruban
- 1987 : Médaille de l'économie du Land de Bade-Wurtemberg (de)
- 1991 : Sénateur honoraire de l'Université Eberhard Karl de Tübingen
- 1994 : Médaille du mérite du Land de Bade-Wurtemberg
- 1996 : Croix fédérale du mérite 1ère classe
- 1998 : Montblanc de la Culture (pour son engagement dans la promotion de l'art et de la culture)
- 1999 : Professeur à l'Université de Karlsruhe (TH), direction de l'Institut interfacultaire d'entrepreneuriat
- 1999 : Docteur honoris causa de la faculté d'économie de l'université Eberhard Karls de Tübingen
- 1999 : Médaille Staufer (de)
- 2000 : Chevalier dans l'Ordre des Arts et des Lettres
- 2001 : Prix de l'innovation du SPD
- 2002 : Médaille Reinhold-Maier (de) de la Fondation Reinhold-Maier (de)
- 2003 : Citoyen d'honneur de la ville de Künzelsau
- 2004 : Chevalier de la Légion d'honneur
- 2004 : Entrée au Business Hall of Fame (initiative de Manager Magazin (de) et de la Maison de l'Histoire de la République fédérale d'Allemagne)[19].
- 2004 : Prix allemand des fondateurs (de) pour l'ensemble de son œuvre
- 2004 : Prix Ludwig-Erhard pour le journalisme économique (de)
- 2004 : Médaille d'or Diesel de l'Institut allemand des inventions
- 2005 : Grande croix de l'ordre du mérite de la République fédérale d'Allemagne
- 2005 : Sénateur honoraire de l'Université de Stuttgart[20].
- 2007 : Docteur honoris causa en histoire de l'art et muséographie de l'Université de Palerme
- 2007 : Docteur honoris causa de l'Université de Louisville (Kentucky, USA)
- 2008 : Ordre du Mérite de la province du Tyrol du Sud (de)
- 2009 : Prix universitaire de l'Université Eberhard Karls de Tübingen[21].
- 2009 : Officier de l'Ordre des Arts et des Lettres français en reconnaissance des services exceptionnels rendus à la coopération culturelle entre la France et l'Allemagne[22].
- 2009 : Prix de l'Entreprise 2009 du Business Club Aix-la-Chapelle-Maastricht
- 2011 : Prix à la mémoire d'Emil Beck (de) du club d'escrime de Tauberbischofsheim (de).
- 2012 : Prix James Simon de la Fondation James-Simon (de) décerné à Carmen et Reinhold Würth - Prix pour un engagement social et culturel exemplaire en Allemagne.
- 2012 : Médaille Carl Friedrich de la faculté des sciences économiques de l'Institut de technologie de Karlsruhe (KIT)[23].
- 2013 : Prix international Folkwang pour la promotion et la transmission de l'art au grand public.
- 2013 : Sénateur honoraire de l'Université de Heilbronn (de)
- 2013 : Ordre français du Commandeur de la Légion d'Honneur
- 2015 : Citoyen d'honneur de la ville de Schwäbisch Hall
- 2015 : Citoyen d'honneur de la ville de Niedernhall
- 2015 : Anneau de la ville de Salzbourg[24].
- 2015 : Sénateur honoraire KIT Institut de technologie de Karlsruhe.
- 2018 : citoyen d'honneur de la ville de Palerme[25].
- 2019 : Professeur honoraire de l'Université de technologie de Shenzhen
- 2019 : Décoration d'honneur du Land de Salzbourg (de)

## Écrits (sélection)
- 1985 : Beiträge zur Unternehmensführung. Swiridoff, Schwäbisch Hall, 447 S., Ill.
- Würth. Eine Sammlung. Hrsg. vom Museum Würth und Adolf Würth GmbH und Co. KG. Thorbecke, Sigmaringen 1991.
- 1995 : Erfolgsgeheimnis Führungskultur. Bilanz eines Unternehmers. Reinhold Würth in Zusammenarbeit mit Dirk Bavendamm, Frankfurt a. M.; New York, Campus-Verlag (de), 364 S., zahlr. Ill., graph. Darst.; Swiridoff, Künzelsau 1999,  (ISBN 3-934350-08-9). engl. Ausgabe: Management culture. The secret of success. An entrepreneur takes stock.  (ISBN 3-593-35421-7).
- 1995 : zusammen mit Deppert-Lippitz, Barbara: Die Schraube zwischen Macht und Pracht. Das Gewinde in der Antike. Gemeinsame Ausstellung anlässlich des 50jährigen Jubiläums des Unternehmens Würth GmbH & Co. KG in Künzelsau-Gaisbach im Jahre 1995. Thorbecke, Sigmaringen 1995, 212 S.,  (ISBN 3-7995-3628-0).
- 1998 : Als Mittelständler zur weltweiten Marktführerschaft, in: Peter W. Weber (Hrsg.): Leistungsorientiertes Management. Leistungen steigern statt Kosten senken, Campus-Verlag, Frankfurt a. M., New York, S. 45–54.
- 2001 : Entrepreneurship in Deutschland. Wege in die Verantwortung. Swiridoff, Künzelsau, 303 S., Schriften des Interfakultativen Instituts für Entrepreneurship an der Universität Karlsruhe (TH); IEP-Bd. 1,  (ISBN 3-934350-32-1).
- 2003 : Strömung der Zeit. Wirtschaft und Gesellschaft an der Schwelle zum 21. Jahrhundert. Swiridoff, Künzelsau, 192 S., 10 Fotos, Schriften des Interfakultativen Instituts für Entrepreneurship an der Universität Karlsruhe (TH); Beiträge von Reinhold Würth, Richard von Weizsäcker, Hans Küng,  (ISBN 3-934350-45-3).
- 2003 : zusammen mit Hans-Joachim Klein: Wirtschaftsunterricht an Schulen im Aufwind? Swiridoff, Künzelsau, 383 S., graph. Darst., Schriften des Interfakultativen Instituts für Entrepreneurship an der Universität Karlsruhe (TH); Bd. 7,  (ISBN 3-89929-013-5).
- 2003 : Wer wagt gewinnt! Unternehmensgründungen in Deutschland. Swiridoff, Künzelsau, 180 S., zahlr. s/w. Abb., Schriften des Interfakultativen Instituts für Entrepreneurship an der Universität Karlsruhe,  (ISBN 3-89929-001-1).

## Littérature
- Karlheinz Schönherr : Vissé vers le haut. Reinhold Würth, la carrière d'un entrepreneur. Econ, Düsseldorf 1991, 264 p., ill. ; Swiridoff, Künzelsau 2001, 3e édition non modifiée,  (ISBN 3-934350-33-X).
- Silvia Zulauf : Entreprise et mythe - Le facteur de réussite invisible. Wiesbaden 1994, 160 pages avec illustrations,  (ISBN 3-409-18754-5).
- Hans-Peter Schwarz : Würth : faire avancer l'architecture. Avec une introduction de Reinhold Würth. Aries, Munich 1995, 320 p., nombreuses illustrations et planches.
- Carmen Sylvia Weber (éd.) : Entre passion, vision et calcul. Paroles de culture et d'économie à l'occasion du 70e anniversaire de Reinhold Würth. Swiridoff, Künzelsau 2005, 179 p., ill., graph.  (ISBN 3-89929-065-8).
- Ute Grau, Barbara Guttmann : Reinhold Würth. Un entrepreneur et son entreprise. Swiridoff, Künzelsau 2005, 336 p., nombreuses illustrations,  (ISBN 3-89929-057-7).
- Bernd Venohr : Croître comme Würth. Le secret du succès mondial. Campus, Frankfurt/New York 2006, 210 p., nombreuses illustrations,  (ISBN 3-593-37962-7).
- Helge Timmerberg : Reinhold Würth : Der Herr der Schrauben, Piper, Munich 2020,  (ISBN 978-3-492-07003-4).

## Films
- Der Unternehmer Reinhold Würth. Documentaire, Allemagne, 2005, 30 min, scénario et réalisation : Tilman Achtnich (de), production : SWR, première diffusion : 20 avril 2005, résumé.
- Kunstgenuss nach Feierabend – Der Unternehmer Reinhold Würth und seine europaweiten Museen. Documentaire, Allemagne, 2008, 43 min 30 s, scénario et réalisation : Ursula Böhm, production : SWR, première diffusion : 19 janvier 2008, sommaire de ARTE, (Memento du 1er avril 2015 dans Internet Archive).
- Würths Welt – Vom Schraubenhändler zum Weltkonzern. Documentaire, Allemagne, 2015, 44 min 30 s, scénario et réalisation : Hanspeter Michel, production : SWR, première diffusion : 12 avril 2015 sur SWR, sommaire de SWR (memento du 20 avril 2015 dans les archives web archive.today) et vidéo en ligne.
- Kunst sammeln mit ... Reinhold Würth. Documentaire, Allemagne, 2015, 26 min, scénario et réalisation : Nicola Graef et Julia Zinke, production : Lona-media, SWR, ARTE, première diffusion : 17 mai 2015 sur Arte, extrait du film d'Arte, avec entre autres Tomi Ungerer.

## Liens internet
- Littérature de et sur Reinhold Würth dans le catalogue de la Bibliothèque nationale allemande
- Kunst bei Würth.
- Würth ärgert sich noch immer über sein Land. Dans : Schwäbische Zeitung (de), 19. April 2010
- „Ich lasse mir schon mal ein Bier ausgeben.“ Dans : Der Tagesspiegel, 12. Januar 2014, Interview